# Chiuiești
Chiuiești (in ungherese Pecsétszeg) è un comune della Romania di 2 678 abitanti, ubicato nel distretto di Cluj, nella regione storica della Transilvania.
Il comune è formato dall'unione di 6 villaggi: Chiuiești, Huta, Măgoaja, Strâmbu, Valea Cășeielului, Valea lui Opriș.